# Annfield Plain
Annfield Plain är en ort i Storbritannien.   Den ligger i kommunen Durham i riksdelen England, i den centrala delen av landet, 400 km norr om huvudstaden London. Annfield Plain ligger 237 meter över havet och antalet invånare är 10 356.
Terrängen runt Annfield Plain är platt åt sydost, men åt nordväst är den kuperad. Annfield Plain ligger uppe på en höjd. Runt Annfield Plain är det tätbefolkat, med 735 invånare per kvadratkilometer. Närmaste större samhälle är Newcastle upon Tyne, 15,1 km nordost om Annfield Plain. I omgivningarna runt Annfield Plain växer i huvudsak blandskog.